# Массовый взлом аккаунтов знаменитостей iCloud
О массовом взломе учётных записей знаменитостей стало известно 31 августа 2014 года, когда почти две сотни частных снимков знаменитостей были размещены на имиджборде 4chan и быстро были распространены другими пользователями на веб-сайтах и в социальных сетях, таких как Imgur и Reddit. Данная утечка была названа "The Fappening" или "Celebgate". Изначально считалось, что изображения были получены в результате взлома интернет-сервиса iCloud от Apple или проблема безопасности была в API iCloud, что позволяло им предпринимать неограниченное количество попыток угдывая пароли жертв. В своём пресс-релизе Apple утверждало, что доступ был получен с помощью фишинговых атак.
Этот инцидент вызвал разную реакцию со стороны СМИ и знаменитостей. Критики утверждали, что утечка является серьёзным вторжением в частную жизнь объектов изображённых на фотографиях, а некоторые из предполагаемых объектов отрицали подлинность снимков. Утечка также вызвала повышенную обеспокоенность аналитиков по поводу конфиденциальности и безопасности облачных сервисов, таких как iCloud, с особым акцентом на их использовании для хранения конфиденциальной информации.

## Происхождение термина
Термин «The Fappening» является словослиянием двух между собой слов, а именно от слово «fap», сетевой жаргон обозначающий мастурбацию и название фильма Явление 2008 года на английском языке называется «The Happening». Хоть этот термин и является вульгаризмом, возникшим либо на имиджбордах, где первоначально были размещены фотографии или на Reddit, основные СМИ вскоре сами приняли этот термин, например Би-би-си. Этот термин подвергся критике со стороны таких журналистов, как Радхика Сангхани из газеты The Daily Telegraph и Тойин Овоседже из интернет-издания International Business Times, который заявил, что этот термин не только приуменьшает значение утечки, но и, по словам Сангхани, «упрощает очень серьёзную ситуацию». Обе статьи широко использовали этот термин для описания события, в том числе в заголовках.
«Celebgate» отсылает на Уотергейтский скандал.

## Появление и распространение
Изображения были получены из облачной системы хранения iCloud созданный корпорацией Apple для автоматического резервного копирования фотографий с iOS-устройств, например iPhone. Позднее Apple сообщила, что данные учётной записи iCloud жертв были получены с помощью «очень целенаправленной атаки на имена пользователей, пароли и вопросы безопасности», например, с помощью фишинга и «грубой силы». Предполагалось, что изображения были получены с помощью эксплойта в приложении Локатор. В судебных документах 2014 года указано, что один из пользователей создал поддельную учётную запись электронной почты под названием «appleprivacysecurity», чтобы запрашивать у знаменитостей информацию о безопасности. Фотографии передавались в частном порядке в течение как минимум нескольких недель до их публичного обнародования 31 августа. Некоторые анонимные пользователи имиджбордов в то время утверждали, что существуют ещё не опубликованные фотографии и видео.
Хакер, ответственный за утечку, назвавший себя «коллекционером», распространил просочившиеся изображения на имиджборде 4chan и Anon-IB в обмен на Биткойн. В конечном итоге изображения были широко разошлись в Интернете по другим каналам, включая Imgur и Tumblr. Блогер сплетен о знаменитостях Перес Хилтон, так же разместил некоторые из фотографий в своём блоге, но вскоре удалил их и принёс извинения, заявив, что «поступил не по правилам».
Основным центром активности был сайт обмена ссылками Reddit, где был соответствующий сабреддит для обмена фотографиями. Где только за один день было набрано более 100 000 подписчиков. Администраторы Reddit подверглись критике за то, что позволили этому произойти, якобы нарушив их анти-доксинг правила. По утверждению Маккейла Марони, на момент съёмок ей не было 18 ет. Сотрудники Reddit удалили фотографии и предупредили, что любой, кто вновь опубликует их, будет навсегда заблокирован на сайте и может быть привлечён к ответственности за распространение детской порнографии, как и фотографии Лиз Ли, которые так же распространялись до этого инцидента. Седьмого сентября, ссылаясь на проблемы с авторскими правами, Reddit забокировал ветку /r/TheFappening, ссылаясь что работа с ними стала слишком тяжёлой. Reddit заблокировал другой сабреддит под названием «Fappening» в тот же день.

## Затронутые знаменитости

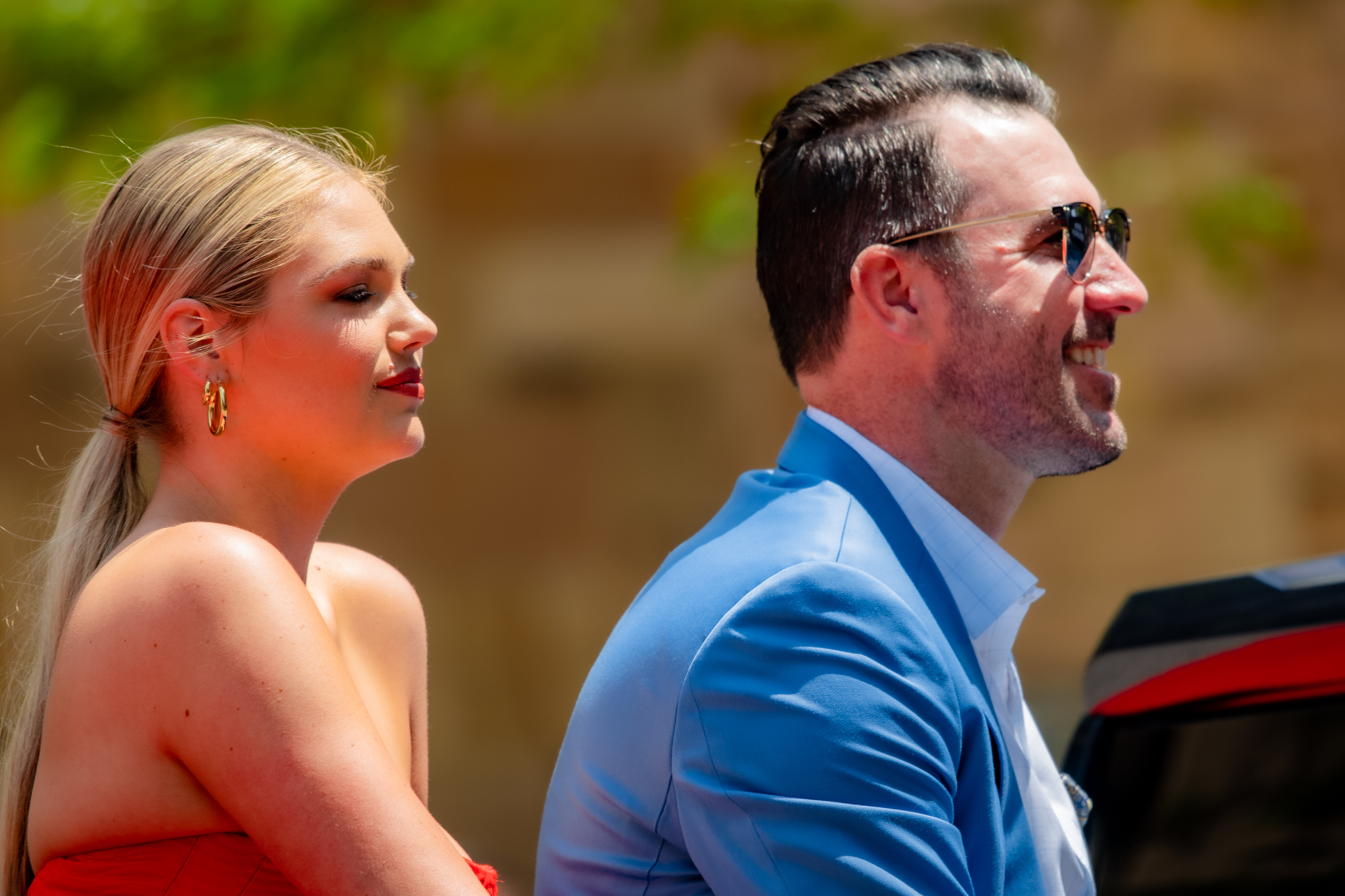
Кейт Аптон и Джастин Верландер (pictured in 2019) подтвердили подлинность утечки фотографий.

Первоначальная утечка содержал фотографии и видеозаписи более 100 человек, которые, как утверждается, были получены из iCloud связанные со взломанными аккаунтами, скачанные с облачной системы хранения, включая некоторых знаменитостей, которые, как утверждали утечки, входили в Список А. Вскоре после утечки несколько пострадавших знаменитостей выступили с заявлениями, в которых подтвердили или опровергли их подлинность. Среди знаменитостей, подтвердивших подлинность, стали Дженнифер Лоуренс (подтвердил её публицист), Кейт Аптон и её муж Джастин Верландер (подтвердил адвокат Аптона), Мэри Элизабет Уинстэд (подтвердила в Twitter), Кейли Куоко (подтвердила в Instagram) и Кирстен Данст, кто так же критиковал сервис iCloud. Певица Джилл Скотт подтвердила в Twitter, что на одной из просочившихся в сеть фотографий была она, а другая оказалась подделкой.
Знаменитости, кто не подтвердил подлинность фотографий, стали Ариана Гранде и Ивонн Страховски. Олимпийская гимнастка Маккейла Марони не подтвердила достоверность фотографий на своей странице в Twitter, но позднее подтвердила, что фотографии настоящие, но отметила, что когда они были сделаны, она была несовершеннолетней. Виктория Джастис не подтвердила достоверность фотографий, но позже на своей странице в Twitter сообщила, что подала в суд и считает утечку информации массовым вторжением не только в её личную жизнь, но и в личную жизнь всех знаменитостей, которых затронул этот инцидент. В октябре появились сообщения о том, что Ник Хоган стал первой мужчиной-знаменитостью, ставшей непосредственной мишенью хакеров, хотя он и отрицал подлинность фотографий.
По мнению эксперта по безопасности Ника Кубриловича, помимо фотографий, вероятно, была похищена и другая личная информация — текстовые сообщения, календари, адресные книги, журналы телефонных звонков и любые другие данные, хранящиеся на телефонах и сохраненные в сервисе.
20 сентября 2014 года хакеры слили вторую партию аналогичных частных фотографий других знаменитостей. 26 сентября 2014 года произошла утечка третьей партии, которую назвали «The Fappening 3».

## Реакции
Американская актриса Лина Данэм на своей странице в Twitter призвала людей не просматривать фотографии, утверждая, что таким образом «вы снова и снова нарушаете права этих женщин. Это не нормально». Британская актриса Эмма Уотсон осудила не только утечку, но и «сопутствующие комментарии [в социальных сетях], которые демонстрируют такой недостаток, как сочувствие». Актёры Сет Роген и Лукас Нефф, так же выступили против хакеров и людей, разместивших фотографии. Джастин Верландер, питчер команды «Детройт Тайгерс», перед игрой против «Кливленд Гардианс», рассказал журналистам, что он хранит свою личную жизнь в тайне и предпочитает сосредоточиться на игре «Тайгерс» с «Канзас-Сити Роялс» за титул чемпиона «Центрального дивизиона» и не отвлекать своих товарищей по команде. Аналитики в области безопасности заявили, что взлом можно было предотвратить с помощью двухфакторной аутентификации. Автор журнала Forbes рекомендовал полностью отключить функцию iCloud под названием «Photo Stream» (которая автоматически загружает фотографии, сделанные на iOS-устройстве, на серверы iCloud).

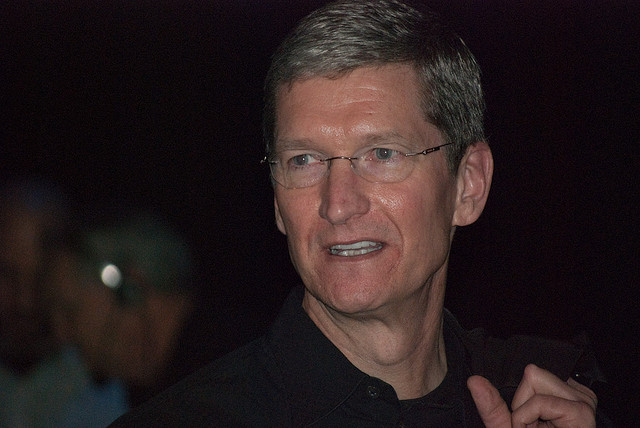
CEO Apple Тим Кук объявил, что компания повысит уровень безопасности iCloud.

Тим Кук в интервью газете The Wall Street Journal в ответ на утечку, заявил, что компания планирует предпринять дополнительные шаги для защиты конфиденциальности и безопасности пользователей iCloud в будущем. Уведомления будут приходить при восстановлении данных на устройстве через iCloud и после входа в «облако» через веб-браузер, в дополнение к существующим уведомлениям о смене пароля пользователя iCloud. Кроме того, Apple будет расширять и поощрять использование двухфакторной аутентификации в будущих версиях своего программного обеспечения и операционных систем, таких как готовящаяся к выходу iOS 8. В заключение он подчеркнул, что «мы хотим сделать всё возможное, чтобы защитить наших клиентов, потому что мы возмущены не меньше, если не больше, чем они».
Дженнифер Лоуренс обратилась к властям и её публицист заявил, что власти будут преследовать любого, кто разместит утечку её снимков. Обозреватель Джозеф Стейнберг газеты Forbes, задался вопросом, не указывает ли реакция правоохранительных органов и поставщиков технологий на то, что к знаменитостям относятся не так, как к обычным американцам и что, в случае с правоохранительными органами, может быть незаконным.
1 октября 2014 года адвокат Мартин Сингер пригрозил Google иском на 100 миллионов долларов, утверждая, что данная компания отказалась отвечать на просьбы удалить изображения с её платформ (включая веб-сервис Blogger и YouTube) «[неспособность] принять оперативные и ответственные меры для удаления изображений», а так же «сознательное размещение, содействие и увековечивание противоправного поведения».
В интервью журналу Vanity Fair, Дженнифер Лоуренс назвала утечку «сексуальным преступлением» и «сексуальным нарушением». Она добавила «Любой, кто смотрел на эти фотографии, — вы укореняете сексуальное преступление. Вам должны быть стыдно». Этому высказыванию выразила другая пострадавшая от утечки в интервью журналу GQ американская модель Эмили Ратаковски — «Многие люди, ставшие жертвами [взлома], говорили, что любой, кто посмотрит на эти фотографии, должен чувствовать себя виноватым, но я считаю, что это несправедливо» и «Я не уверена, что тот, кто нагуглил это, обязательно преступник. Я думаю, что виноваты люди, кто украл данные фотографии».

## Расследование
По сообщению ФБР, им «известно об обвинениях в компьютерных вторжениях и незаконном обнародовании материалов, касающихся лиц и мы занимаемся этим вопросом». Кроме того, Apple заявила, что расследует вопрос о том, была ли утечка фотографий вызвана нарушением безопасности в сервисе iCloud, в соответствии с обязательствами компании по обеспечению конфиденциальности пользователей. 2 сентября 2014 года компания Apple сообщила, что утечка изображений произошла в результате взлома учётных записей с помощью «очень целенаправленной атаки на имена пользователей, паролей и вопросов безопасности — практика, которая стала слишком распространённой в Интернете».
В октябре 2014 года ФБР провело обыск в доме города Чикаго, штат Иллинойс. Было изъято несколько компьютеров, мобильных телефонов и внешних накопителей после того, как установили источник хакерской атаки по IP-адресу, связанному с человеком по имени Эмилио Эррера. В соответствующем заявлении на выдачу ордера на обыск упоминаются восемь неопознанных жертв. По словам представителей правоохранительных органов, Эррера был лишь одним из нескольких человек, находящихся под следствием. ФБР провело различные обыски по всей стране.

## Признание вины
В марте 2016 года 36-летний Райан Коллинз из города Ланкастер, штат Пенсильвания, согласился признать себя виновным по одному пункту обвинения в несанкционированном доступе к защищённому компьютеру с целью получения информации, в результате чего был приговорен к 18 месяцам лишения свободы. Хотя в судебных документах не было названо ни одной жертвы, многие СМИ связали дело Коллинза со взломом. В ходе расследования было установлено, что Коллинз занимался фишингом, отправляя жертвам письма, которые выглядели так, будто их прислали из корпорации Apple или Google, предупреждая жертв о том, что их аккаунты могут быть взломаны и запрашивая данные их учётных записей. Жертвы вводили свои пароли, в результате чего Коллинз получал доступ к их аккаунтам, скачивая электронные письма и резервные копии iCloud. В октябре 2016 года Коллинз был приговорён к 18 месяцам тюремного заключения.
В августе 2016 года 28-летний Эдвард Маджерчик из Чикаго согласился признать себя виновным в аналогичной фишинговой схеме, хотя власти считают, что он работал самостоятельно, и его не обвиняют в продаже изображений или их размещении в Интернете. 24 января 2017 года Маджерчик был приговорен к девяти месяцам тюремного заключения и должен был выплатить 5700 долларов в качестве реституции, чтобы оплатить услуги консультантов одной неназванной жертве из числа знаменитостей.
Эмилио Эррера, так же из Чикаго, впервые был назван в прессе в 2014 году. В октябре 2017 года он признал себя виновным по одному пункту обвинения в несанкционированном доступе к защищённому компьютеру с целью получения информации. Эррера получил доступ к аккаунтам неназванных знаменитостей и других лиц, но не был обвинен в причастности к утечке или распространению полученных фотографий и видео. В марте 2018 года он был приговорен к 16 месяцам тюремного заключения.
В апреле 2018 года 26-летний Джордж Гарофано из города Норт-Брэнфорд, штат Коннектикут, признал себя виновным по одному пункту обвинения в несанкционированном доступе к защищённому компьютеру с целью получения информации. Адвокат Гарофано заявил, что в фишинговую схему его втянули преступники. 29 августа 2018 года федеральный суд приговорил Гарофано к восьми месяцам тюремного заключения.
22 октября 2018 года Кристофер Браннан, бывший учитель из штата Вирджиния, стал пятым человеком, осуждённый в связи со взломом. Браннан признал себя виновным по федеральным обвинениям в краже личных данных при отягчающих обстоятельствах и несанкционированном доступе к защищённому компьютеру. С помощью фишингового вторжения он взломал более 200 пользователей. Помимо знаменитостей, Брэннан атаковал свою несовершеннолетнюю невестку, а так же учителей и учеников школы, где он раньше преподавал. Браннан был приговорен к 34 месяцам тюремного заключения 1 марта 2019 года.

## См.также
- Фото скандал Эдисона Чэна[англ.] — Незаконная публикация частных фотографий музыканта в 2008 году
- Изображения обнажённых знаменитостей — Визуальное изображение обнажённых знаменитостей
- -гейт —  Список скандалов или разногласий с суффиксом -gate
- Секстинг — Отправка текстовых сообщений откровенно сексуального характера